# Carla van der Does
Carla van der Does, voorheen Carla Krauwel, (Katwijk, 10 oktober 1957 – Eindhoven, 17 juli 2015) was een Nederlandse triatleet. Ze was Nederlands kampioene triatlon op de lange afstand.
In 1984 en 1985 deed Van der Does mee aan de triatlon van Noordwijk. Van der Does, van beroep secretaresse, werd in 1985 derde op de EK triatlon (lange afstand).
Ze deed driemaal mee aan de triatlon van Almere en won in 1986 in een tijd 11:32.50.

## Belangrijkste prestaties

### Triatlons
- 1985:  EK in Almere - 11:15.25
- 1986:  triatlon van Almere - 11:32.50 (1e overall)
- 1986:  triatlon van Stein
- 1988:  triatlon van Stein